# Magnús Scheving
Magnús Örn Eyjólfsson Scheving (Borgarnes, 10 de novembro de 1964) é um produtor de televisão, ator e ginasta islandês. Ficou mundialmente conhecido por ter interpretado o personagem Sportacus em LazyTown, seriado de televisão infantil criado por ele mesmo.

## Origens
Magnús nasceu em Borgarnes, pequena cidade a 60 km da capital, Reykjavik. Aos 5 anos, Scheving teve o seu primeiro trabalho que era entregar o telefone às pessoas, pois naquele tempo, apenas havia 1 telefone na cidade que era usado apenas em caso emergência, como ele corria bastante rápido foi o escolhido para essa tarefa. Aos 20 anos, fez uma aposta com o seu amigo Fjölnir Þorgeirsson para ver quem era melhor num desporto. Passados 3 anos, Magnús escolheu Ginástica Aeróbica e Fjölnir escolheu Snooker. Apesar do seu amigo ter sido campeão nacional da Islândia, Magnús ganhou a aposta pois foi campeão da Europa 2 vezes e uma vez do mundo.

## Vida profissional
Scheving é campeão de ginástica aeróbica, tendo conquistado vários títulos pela Europa. Em 1994 e 1995 foi Campeão Europeu de Ginástica Aeróbica e em 1994 ganhou a Medalha de Prata no Campeonato do Mundo de Ginástica Aeróbica. É conhecido por ser o criador da série infantil LazyTown/Vila Moleza como Sportacus um dos personagens principais, exibida no Brasil pelos canais de televisão Discovery Kids e SBT e em Portugal pelos canais RTP2 e Canal Panda.

## Vida pessoal
Scheving casou-se com Ragnheiður Melsteð em 1989 e divorciou-se em 2014. Tiveram um filho (Kristofer Scheving) e uma filha (Sylvia Erla Scheving). Magnús tem ainda outra filha de uma relação anterior. Ele tem um irmão mais novo e uma irmã mais velha.

## Filmografia
| Ano                        | Série/Filme              | Personagem    | País                       |
| -------------------------- | ------------------------ | ------------- | -------------------------- |
| 2002, 2004-2008, 2013-2014 | LazyTown                 | Sportacus     | Islândia, EUA e Inglaterra |
| 2008                       | LazyTown Extra           | Sportacus     | Islândia e Inglaterra      |
| 2012-2015                  | The Super Sproutlet Show | Sportacus     | Islândia e EUA             |
| 2010                       | Missão Quase Impossível  | Anton Poldark | EUA                        |